# Classic (álbum)
Classic é o 16.º álbum de estúdio do músico de rock canadense Bryan Adams. Produzido pelo próprio artista, foi lançado em 28 de outubro de 2022 pela gravadora Badams Music, contendo versões regravadas em estúdio de canções das décadas de 1980, 1990 e 2000.

## Antecedentes
No período que antecedeu o lançamento de So Happy It Hurts (2022), Bryan Adams falou sobre como decidiu regravar seu material antigo depois que a gravadora Universal Music Group recusou-se a devolver suas masterizações originais. Em entrevista ao Cleveland, afirmou que "estava em processo de renegociação com a Universal (Music Group) e eles não devolveriam nada", optando regrava-las. Também acrescentou: "Foi incrivelmente divertido. Vou chamar o álbum de Classic, talvez de "Part I" porque haverá um "Part II" que terminarei este ano."
Adams, que cantou "Summer of '69" ao vivo com Taylor Swift em 2018, creditou a ela a ideia de regravar seu trabalho anterior. Em entrevista ao Stereogum, alegou que gostou da experiência e de "cantar com a cantora [Taylor]" [...], na verdade acredito que seja a melhor versão da música desde a gravação original. Ela e eu estivemos em uma situação semelhante ultimamente com nossas gravações master... então fiz o que ela fez para regravei minhas primeiras músicas novamente. Estou lançando algumas em março".
Em uma conversa com o The Daily Telegraph, o músico disse que deveria ter feito o álbum há muito tempo: "Me sinto um completo dorminhoco por ter demorado tanto, gostaria de ter feito isso 10 anos atrás. Mas não importa. Está tudo bem. É basicamente algo para os meus filhos."

## Lançamento e promoção
Adams anunciou o pré-lançamento digital de Classic em sua página oficial do Instagram em 4 de agosto de 2022. Algumas horas depois, as oito faixas foram postadas no YouTube.

## Lista de faixas
| Classic – Part I |                                     |                                                  |         |  |
| N.º              | Título                              | Música                                           | Duração |  |
| 1.               | "Summer of '69"                     | Bryan Adams · Jim Vallance                       | 4:08    |  |
| 2.               | "(Everything I Do) I Do It for You" | Adams · Michael Kamen · Robert John "Mutt" Lange | 6:27    |  |
| 3.               | "Heaven"                            | Adams · Vallance                                 | 4:23    |  |
| 4.               | "Run to You"                        | Adams · Vallance                                 | 4:17    |  |
| 5.               | "Please Forgive Me"                 | Adams · Lange                                    | 5:12    |  |
| 6.               | "Straight from the Heart"           | Adams · Eric Kagna                               | 3:28    |  |
| 7.               | "Hidin' from Love"                  | Adams · Kagna · Vallance                         | 3:03    |  |
| 8.               | "Teacher Teacher"                   | Adams · Vallance                                 | 3:22    |  |
| Duração total:   | Duração total:                      | Duração total:                                   | 34:24   |  |

| Classic – Part II |                                       |                                 |         |  |
| N.º               | Título                                | Música                          | Duração |  |
| 1.                | "Can't Stop This Thing We Started"    | Adams · Lange                   | 4:40    |  |
| 2.                | "Cuts Like a Knife"                   | Adams · Vallance                | 5:24    |  |
| 3.                | "Back to You"                         | Adams · Eliot Kennedy           | 4:32    |  |
| 4.                | "When You Love Someone"               | Adams · Kamen · Gretchen Peters | 3:59    |  |
| 5.                | "Have You Ever Really Loved a Woman?" | Adams · Kamen · Lange           | 4:49    |  |
| 6.                | "When You're Gone"                    | Adams · Kennedy                 | 3:34    |  |
| 7.                | "Here I Am"                           | Adams · Hans Zimmer · Peters    | 4:38    |  |
| Duração total:    | Duração total:                        | Duração total:                  | 32:00   |  |

## Paradas musicais
| País/Parada (2023)               | Melhor posição |
| -------------------------------- | -------------- |
| Alemanha (Offizielle Top 100)    | 41             |
| Bélgica (Ultratop Flandres)      | 79             |
| Escócia (Scottish Albums Charts) | 51             |

## Créditos
- Bryan Adams – vocal  ·  produção
- Bob Clearmountain – mixagem em todas as faixas, exceto em "Hidin' from Love"
- Hayden Watson – Engenharia de áudio  ·  mixagem em "Hidin' from Love"